# 2006年千岛群岛地震
千岛群岛地震发生在当地时间2006年11月15日，大概午後8時15分，录得日本气象厅地震规模8.1级地震，但稍後修正为7.9级；震央位于千島群島中部的东面130公里左右的太平洋海域附近。
震源的深度是約為30公里。日本氣象廳於8點29分，對以北海道為主的日本沿海地區發佈海嘯警報和海嘯注意警報，後觀測到最大80公分高的海嘯（参见下列海啸观测一节）。

## 地震
在日本境內，除了北海道東部觀測到震度2以外，青森縣、岩手縣和宮城縣也觀測到了震度1。

## 海啸

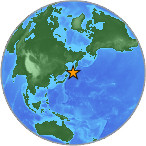
地震震央

### 各地的海嘯警报及注意警报
日本氣象廳在地震之後對以下地方發佈出海嘯警报：
- 太平洋沿岸之北海道東部地區
- 鄂霍次克海沿岸

日本氣象廳在地震之後對以下地方發佈出海啸注意警报：
- 日本海沿岸
- 日本東部太平洋沿岸
- 小笠原諸島

以下為日本海嘯警報、注意警報的發佈範圍：
| | 11月15日 20:29   | 11月15日 22:43   | 11月15日 23:30     | 11月16日 0:32    | 11月16日 1:30    |
| 北海道太平洋沿岸東部 | 發佈海嘯警報     | 海嘯警報持續     | 更改作海嘯注意警報 | 海嘯注意警報持續 | 解除海嘯注意警報 |
| 鄂霍次克海沿岸 | 發佈海嘯警報     | 海嘯警報持續     | 更改作海嘯注意報   | 解除海嘯注意警報 | 無               |
| 北海道日本海沿岸北部 | 發佈海嘯注意警報 | 海嘯注意警報持續 | 海嘯注意警報持續   | 解除海嘯注意警報 | 無               |
| 北海道太平洋沿岸中部、 西部青森縣太平洋沿岸 岩手縣、宮城縣、福島縣、茨城縣 千葉縣九十九里 外房 内房 伊豆諸島、相模灣、三浦半島 | 發佈海嘯注意警報 | 海嘯注意警報持續 | 海嘯注意警報持續   | 海嘯注意報持續   | 解除海嘯注意警報 |
| 静岡縣 | 發佈海嘯注意警報 | 海嘯注意警報持續 | 海嘯注意警報持續   | 解除海嘯注意警報 | 無               |
| 小笠原諸島 | 無               | 發佈海嘯注意報   | 海嘯注意報持續     | 海嘯注意報持續   | 解除海嘯注意警報 |

### 海啸观测
這次未發佈海嘯注意警報的三重縣、和歌山縣、高知縣、鹿兒島縣、沖繩縣仍有觀測到海嘯。
以下地点均观测得（或录得）不同程度的海啸：
- 北海道
  - 十勝港：最大60cm
- 青森縣
  - 八戶：最大30cm
- 岩手縣
  - 宮古：最大30cm
- 宮城縣
  - 石卷市鮎川：最大60cm
- 千葉縣
  - 館山：最大60cm（2006年11月16日：上午9時44分）
- 東京都
  - 父島二見：最大50cm
- 東京都
  - 三宅島坪田：最大80cm（2006年11月16日：上午4時9分、第2波、解除海嘯注意警報之後觀測所得）
- 静岡縣
  - 御前崎：最大20cm
- 三重縣
  - 鳥羽、尾鷲、三重熊野：最大30cm
- 和歌山縣
  - 御坊：最大30cm
- 高知縣
  - 室戶岬：最大40cm
- 鹿兒島縣
  - 種子島、奄美市：最大50cm
- 冲绳縣
  - 冲绳：最大10cm（海嘯注意警報解除後觀測所得）

## 避难指示和劝告
此次海嘯警報及注意警報發佈的地區，需確實做到避難勸告及避難指示等事宜。

### 避难指示
- 北海道
  - 稚內市
  - 猿拂村
- 岩手县
  - 釜石市

### 避难劝告
| - 北海道 - 北見市 - 釧路市 - 網走市 - 釧路町 - 紋別市 - 厚岸町 - 標津町 - 小清水町 - 湧別町 - 佐呂間町 | - - 濱中町 - 枝幸町 - 根室市 - 別海町 - 白糠町 - 羅臼町 - 雄武町 - 斜里町 - 濱頓別町 - 興部町 |

- 岩手縣
  - 大船渡市
  - 田野畑村
  - 岩泉町
  - 陸前高田市

## 交通影響
- 日本：JR北海道部分路線停駛（當天深夜回復正常服務）
  1. 根室本線：尺別至釧路路段
  2. 釧網本線：網走至知床斜里路段
  3. 花咲線：釧路至根室路段

## 其他
因此次的海嘯警報，日本首相官邸設置了危機管理中心聯絡室。國土交通省、警察廳、海上保安廳相關部門也採取了對應的警戒措施。

## 灾害破坏和伤亡
- 日本
  - 宮城縣及岩手縣均有數艘小型漁船翻覆。
- 美国
  - 夏威夷州有1.5公尺的海嘯，一人於游泳時受到輕傷。
  - 加州有1.8公尺的海嘯，並有港灣設施損壞的報告。

## 备注
1. ↑  （日語）日本气象厅：[]
2. ↑  （日語） （页面存档备份，存于）